# Cardopatium
Cardopatium Juss. – rodzaj roślin z rodziny astrowatych (Asteraceae). Obejmuje dwa gatunki (w niektórych ujęciach systematycznych bywają one uznawane za jeden gatunek). Cardopatium amethystinum rośnie w północno-zachodniej Afryce (Algieria i Tunezja), a C. corymbosum we wschodniej części basenu Morza Śródziemnego (od Włoch po Azję Mniejszą, Syrię i Palestynę). Są to tęgie rośliny często występujące na siedliskach ruderalnych, łatwo odrastające w przypadku uszkodzenia lub ścięcia z szyi korzeniowej.

## Morfologia
PokrójOkazałe, kolczaste byliny.
LiściePierzastowcinane i silnie kolczaste.
KwiatyZebrane po kilka w niewielkie koszyczki, które są skupione w gęste i spłaszczone od góry baldachogroniaste kwiatostany złożone. Wsparte są one liściopodobnymi, kolczastymi podsadkami. Listki okrywy wewnętrzne lancetowate i błoniaste, zewnętrzne większe, liściopodobne, z silnie podzielonymi, kolczastymi przydatkami. Dno koszyczków gęsto szczeciniaste, z cienkimi szczecinkami. Korony kwiatów nitkowato cienkie, niebieskie. Nitki pręcików nagie. Szyjka słupka rozwidlona.
OwoceSilnie owłosione niełupki z puchem kielichowym w postaci dwóch pierścieni krótkich łusek.

## Systematyka
Rodzaj roślin z rodziny astrowatych z podrodziny Carduoideae, plemienia Cardueae Cass. i podplemienia Cardopatiinae Less. (1832). W obrębie podplemienia jeden z dwóch rodzajów, siostrzany dla Cousiniopsis Nevski.
Wykaz gatunków
- Cardopatium amethystinum Spach
- Cardopatium corymbosum (L.) Pers.